# Star Wars: Battlefront II (datorspel, 2005)
Star Wars: Battlefront II (2005) är ett spel av FPS-typ. Spelet är utvecklat av Pandemic Studios och utgivet av Lucasarts.

## Handling
Till skillnad från i första spelet kan man här spela i rymden, och som figurer från Star Wars-filmerna, till exempel  Yoda, Boba Fett, Darth Vader eller Kejsaren. Kartorna har uppdaterats, och är nu även baserade på Star Wars-filmen Mörkrets hämnd. Det finns 16 nya banor i spelet. 

### Soldatklasser

#### Vanliga soldater
Det finns på de "vanliga" banorna sex olika typer av soldater:
- Den vanliga soldatklassen en soldat som är utrustad med två olika typer av blastervapen som båda är ganska ofarliga.
- Prickskyttsklassen är som det hörs på namnet en prickskytte som skjuter ned sina fiender från långt håll. Träffar spelaren sin motståndare i huvudet med ett prickskyttsgevär dör fienden inte sällan efter ett skott, dock är en droideka immun mot att bli träffad i huvudet som enda enhet i spelet.
- Teknikerklassen är utrustad med en då kallad Fusion Cutter som används för att bygga ihop droider och laga fordon. Den har även ett hagelgevär som sitt primära vapen.
- Den tunga klassen är utrustad med ett raketgevär som skadar fiender mycket, men behöver tid för att ladda om och har inte särskilt många skott.
- Special I har utrustning som ger stora bonusar till de som är på spelarens lag.

Härefter följer en specialenhet med egna egenskaper och vapen beroende på vilket lag man spelar på.

#### Rymdsoldater
Det finns två olika enheter i rymden:
- Pilotklassen   är en klass som läker sitt skepp under flygturen och är bra i så kallad "dogfight".
- Marinklassen är en klass som är utrustad med ett antal vapen för att göra stor skada om soldaten kommer in i fiendens skepp än under flygturen.

#### Specialsoldater
På vissa banor finns det även speciella soldater som inte finns på alla banor. Dessa soldater finn dock inte på konsolversionerna utan endast på datorn. Det finns utom de vanliga marksoldaterna även de följande klasserna:
- Utforskarklassen är en förbättrad version av prickskyttsklassen.
- Supporterklassen använder sig av sina speciella vapen för att läka andra soldater.
- Lönnmördarklassen har speciella vapen för att döda fiender på ett nära avstånd, exempelvis Wrist Wibroblades.

Härefter följer fyra specialenheter med egna egenskaper och vapen beroende på vilket lag man spelar på.

### Fordon
Det finns fyra olika typer av rymdskepp:
- Det "vanliga" skeppet är ett lagom snabbt skepp som är bra på det mesta. Två av skeppen i denna klass är X-Wing, ARC-170.
- Bombarklassen är en ny klass, som är extra bra på att förstöra fiendens "moderskepp". Två av skeppen i denna klass är Y-Wing, och Droid Hyena Class Bomber.
- Den snabba klassen skadar inte fienden särskilt mycket, men är snabbare än de andra skeppen. Den kan med fördel användas i en så kallad "dogfight", mellan två skepp. Ett av skeppen i denna klass är Eta 2 Actis Class Light Interceptor.
- Den tunga klassen är mycket långsam och har stor eldkraft. Det får plats 4 soldater i ett sådant skepp och skeppet kan därför med fördel användas för att landsätta soldater vid en viss plats, exempelvis på banan "Bespin: Platforms" för att ta över baserna längre bort. Det fungerar även bra för att anfalla ett fiendeskepp från insidan. Två av skeppen i denna klass är Republic Gunship och CIS Gunship.

Det finns även några nya markfordon, till exempel , Tank Droid, 74-Z Speeder, AT-RT ("All Terrain-Recon Transport") med flera. Rymdskeppen kan inte längre användas vid landstrider utan bara i rymden som transport och mobila spawnpunkter i fientliga farkoster. Undantaget är banan Bespin: Platforms, då man kan spela som dessa rymdskepp och det speciella Bespin Cloud Car-skeppet.

### Spellägen
Star Wars: Battlefront II går att spela på flera olika sätt:
- Story, en strid som följer historien i filmerna. Spelaren är hela tiden en medlem av den 501sta klonlegionen.

- 1-flag mode spelas mellan två lag och går ut på att vardera lag försöker att flytta en flagga utplacerad mellan lagen in i respektive fiendebas.

- 2-flag mode har istället två flaggor. Den ena flaggan skall försvaras och den andra skall spelaren försöka ta till sitt lags bas, vilket ger poäng. Laget som först kommer upp i ett visst antal poäng, eller har flest poäng vid en viss tidsgräns vinner beroende på spelsätt.

- Assault går ut på att samla poäng genom att besegra fiender och förstöra fientliga farkoster. Assault spelas alltid i rymden med undantag för banan Mos Eisley, som utgörs av en stad på Tatooine.

- Conquest går ut på att spelaren besegrar fiender och tar över deras baser. Spelaren vinner när fiendelagets "tickets" tar slut, eller när alla baser har tagits över.

- Hunt går ut på att besegra alla fiender i det andra laget inom en fast tidsgräns. Här är det möjligt att spela som Wookiees, Wampas, Gunganer, Jawas, Tusken Raiders, Ewoker och andra urbefolkningar.

- Order 66 är en strid som utkämpas med klonsoldater mot jedier. Målet är att eliminera det andra laget.

### Fotnoter
1. ↑  ”Star Wars: Battlefront II” (på engelska). Mobygames. 11 mars 2005. http://www.mobygames.com/game/star-wars-battlefront-ii. Läst 15 maj 2015.